# 노토리어스 B.I.G.
크리스토퍼 조지 라토어 월리스(Christopher George Latore Wallace, 1972년 5월 21일~1997년 3월 9일)는 예명 노토리어스 B.I.G.(The Notorious B.I.G.) 또는 비기 스몰즈(Biggie Smalls)로 더 잘 알려진 미국의 래퍼이다. 그는 뉴욕 출신의 래퍼이며, 히트 앨범이자 데뷔 앨범인 'Ready To Die'로 데뷔했다. 이 앨범으로 그는 '이스트 코스트 스타일'이라는 힙합장르를 창조했고, 결국에는 투팍을 거점으로 하는 '웨스트 코스트'와 치열한 디스전이 있었다.
투팍이 사망 하고 얼마 지나지 않은 1997년 3월 9일에 로스앤젤레스에서 총격으로 인해 사망했다. 사망 후 그의 더블디스크 앨범인 'Life After Death'가 발매됐으며, 발매 15일 만에 빌보드 차트에서 1위를 했다. 죽은 후에 이 앨범을 포함해 3장의 앨범이 더 발매됐다. 그는 죽은 뒤 MTV 'The Greatest MCs of All Time'에서 3위를 했다.

## 출생과 데뷔
1972년 5월 21일 브루클린에서 태어난 그는 어렸을 때부터 가난에 찌든 삶을 살아왔다. 그의 부모님은 자메이카 출신 흑인이었는데, 아버지는 그가 2살 때 가족을 버리고 떠났으며 어머니 볼레타 월리스가 투잡을 뛰면서 그를 키웠다. 어린 시절 동네 이웃인 색소폰 연주자 도널드 해리슨에게 음악에 대한 많은 걸 배웠다고 한다.
그는 고등학교를 다닐 때 제이 지, 버스타 라임즈 등과 힙합으로 인해 친해지고, 코카인 등을 팔고 돈을 얻기 시작했다. 그러나 그는 천재적인 랩핑을 소유하고 있었고, 그는 이웃 친구들의 도움으로 몇 개의 데모 테이프를 만들었다. 그 테이프들은 주변 지역에서 먼저 떠돌아 다녔고 당시 디제이였던 Master Cee의 손에 들어가게 된다. 깊은 인상을 받은 마스터 시는 그의 테이프를 당장 힙합 전문지 THE Soruce의 기자이자 래퍼 빅 대디 캐인과 같이 일하는 '메티 시'에게 들려주었다.
결국 비기는 THE Source의 매거진의 'Unsigned Hype'란에 실리게 됐고 업타운 레코드 사의 인턴사원이었던 퍼프 대디를 만나게 됐다. 데뷔 앨범에 착수하기 전에 Puff Daddy와 함께 업타운 레코드를 떠난 비기는 새로운 레이블 베드 보이 레코드에 둥지를 틀었다.
그는 메리 제이 블라이즈의 곡인 'Real Love Remix'에 랩으로 참여한다. 이 곡은 빌보드차트 4위를 기록했다. 또한 이외에도 여러 리믹스 곡에 참여하고, 1994년 7월 LL Cool J, 버스타 라임즈가 참여한 크레이그 맥에 'Flava In Ya Ear'에도 참여한다. 이 곡도 빌보드 핫 100에서 9위로 데뷔한다.

## 성공
1994년 8월 4일 그는 R&B 싱어인 페이스 에반스와 결혼하게 된다.
그리고 첫 싱글은 Juicy/Unbelievable 이었고 팝 차트 27위를 기록하며 곧장 골드 싱글을 기록했다. 이어 1994년 8월 첫앨범인 'Ready to die'가 발표됐다. 이 앨범은 빌보드차트 13위로 데뷔했고, 앨범은 더블 플래티넘을 기록하고, 싱글인 6위곡 Big poppa, 2위곡 One more chance가 각각 백만장이 팔려나가는 스매시 히트를 기록했다. 그는 그래미 어워드에서 'Best Rap Solo Performance'상을 받는다.
이 앨범은 지금까지도 힙합 명반으로 손 꼽힌다. 1995년 6월과 1997년 3월에 강도와 불법 총기 사용 등으로 체포되기도 했지만, 그는 후배 양성에도 힘써 래퍼인 릴킴, 릴 케이스 등이 소속된 프로젝트 그룹 주니어 마피아를 데뷔시키기도 했다.
주니어 마피아는 1995년 첫앨범 'Conspiracy'으로 데뷔했다. 싱글인 'Get Money'나 'Playa's Anthem은 골드와 플래티넘을 인증받았고, 이어서 그는 R&B 뮤지션들과도 작업한다. 대표적으로 112이나 '토탈' 등과 작업한다. 그는 또한 그해의 가장 많이 앨범을 판 솔로 래퍼, 아티스트가 된다. 그는 빌보드 뮤직 어워드에서 그 해의 최고의 랩아티스트 상을 받는다.
그의 명성과 성공이 높아질 때쯤 그는 서부힙합계의 거물인 투팍과 디스전쟁을 한다. 투팍이 '클린턴 감옥'에 수감 중일 때 그는 바이브 매거진과 인터뷰를 했는데, 그는 이렇게 말했다.
'1994년 11월 30일 내가 총격을 당하기 전에 '비기랑 퍼프 대디는 내가 총격을 당했던 맨해튼의 스튜디오에 있었어,
그들이 날 쏜거라고. 그리고 내 보석이랑 돈을 빼앗았겠지.'라고 말했다.
하지만 퍼프 대디와 비기는 '투팍이 그렇게 말했지만 그건 사실이 아니야. 우린 안그랬고 그가 정신이 없어서 그렇게 말했을거야. 생각해 봐, 총을 몇 발이나 맞은 사람이 제정신일 수 있겠어?'라고 했다.

### 체포, 투팍의 죽음과 첫아이
1995년 8월 그는 두 번째 앨범작업에 착수했다. 그는 뉴욕과 트리니다드, 로스앤젤레스에서 작업을 했다. 그러던 중 그는 마이클 잭슨의 앨범인 HIStory: Past, Present and Future, Book I에 수록곡인 'This Time Around'에 참여한다.
1996년 5월 23일 그는 맨해튼의 한 나이트클럽에서 두 사람에게 총을 쏜 죄로 체포된다. 그는 유죄를 선고받고, 100일동안 자원 봉사 명령을 받았다. 같은해 몇 달후 뉴저지에 있는 그의 집에서 각종 총기와 마약이 발견되어 벌금을 물었다.
1996년 6월 투팍이 노토리어스와 그의 친구들을 디스하는 트랙인 'Hit'em Up'을 공개하였다. 이 곡에서는 노토리어스가 투팍과 이혼했던 여자와 성관계를 했고, 내 스타일과 내 모든 것을 따라했다고 하며, 디스 했지만, 그는 제이 지의 트랙인 'Blooklyn Finesta'에서 '내 아내는 임신중이다'라고 랩했다. 그리고 1997년 라디오 인터뷰에서 '난 그의 스타일이나 모든 것을 따라하지 않았다'고 해명했다.
그의 라이벌이자 경쟁자였던 투팍이 1996년 9월 13일 사망한다. 그가 투팍 사망에 연루되었는지는 확실하지 않다. 그는 '죽이지 않았다.'라고 해명했지만, 각종 언론과 잡지에서는 투팍의 죽음을 비기와 연루시켜 소개했다. 투팍이 죽음으로써, 동.서 디스전쟁은 끝났다.
같은 해 10월 20일 그의 아들인 'CJ" Wallace, Jr'가 태어났다.

### Life After Death 와 사고
1997년 그는 앨범명을 'Life After Death... 'Til Death Do Us'로 정했다. (하지만 후에 'Life After Death'로 줄여짐) 그는 앨범 활동을 몇주두고 교통사고를 당한다. 그는 한동안 휠체어를 타고 다녀야만 했고 41,000달러의 벌금도 냈다.

## 사망
그는 후속앨범 홍보와 타이틀곡 "Hypnotize"의 뮤직비디오 촬영을 위해 1997년 캘리포니아 주를 방문하였다. 그는 샌프란시스코 The Dog House와 KYLD에서 인터뷰 도중 "안전에 위험을 느낀 후부터 경비원을 고용했다" 밝히면서 이것은 정확하게 "랩퍼로서가 아니라 유명인으로서 고용한 것이다." 덧붙였다. Life After Death의 일정은 1997년 3월 25일까지 걸쳐있었다.
1997년 3월 8일, 로스앤젤레스 the 11th Annual Soul Train Music Awards에서 Toni Braxton에게 수상을 발표하다가 몇몇 관중에게 야유를 당했다. 수상식 이후 그는 Vibe 매거진과 Qwest 레코드가 주최한 파티를 Faith Evans, 알리야, 디디와 the Bloods and Crips gangs 멤버들과 함께 참석하였다.
3월 9일, 오전 12:30분 화재때문에 파티가 일찍 끝나서 동료들과 함께 GMC사의 Suburban를 이용해 호텔로 돌아가던 도중 그는 조수석에 앉아 있었다. 오전 12:45분 거리는 만원을 이뤘다. 그가 타고 있던 차가 박물관으로부터 46미터 떨어진 빨간 신호등 앞에서 멈춰 섰을 때 바로 그 옆에 멈춰 선 검은 색 Chevrolet Impala의 운전석에 앉아 있던 깔끔한 파란색 셔츠에 나비 넥타이 차림의 흑인 남성이 창문을 내린 뒤 권총을 꺼내 그를 향해 여러 번 쏘았고 동료들이 Cedars-Sinai 병원으로 급히 옮겼으나, 오전 1:15분 사망했다.

### Life After Death
그가 사망한 지 4일 후 두 번째 앨범인 'Life After Death'가 발매됐다. 앨범에는 알 켈리, 본 석스 앤 하모니, 디디, 제이 지, 릴킴, 메이스, 렉원 등이 참여했다. 이 앨범은 첫 사후앨범이며, 빌보드 200넷서 1위로 데뷔했다. 이 앨범으로 1998년 그래미 어워드에서 3관왕이 되고, 캐나다차트에서도 1위를 차지한다. 또한 싱글들인 'Hypnotize','Mo Money Mo Problems','Going Back to Cali'는 모두 빌보드 싱글차트나 랩파트에서 1위를 기록한다. 이 앨범은 후에 바이브, 롤링스톤지에서 최고의 명반으로 꼽힌다.

### Born Again
1999년에는 통상 4번째 앨범인 'Born Again'이 발매된다. 이 앨범은 1993년, 1994년에 녹음한 곡들을 모은 곡들이다. 이 앨범은 빌보드 200에서 1위를 차지하고, 알엔비/랩차트에서도 1위를 기록한다. 앨범에는 나스, 에미넴, 아이스 큐브, 버스타 라임즈, 디디, 메이스, 릴킴, 메소드 맨, 레드맨, 스눕 독, 비니 시겔, 맙딥 등이 참여했다.

### Duets: The Final Chapter
2005년에는 컴필레이션 형태의 앨범인 'Duets: The Final Chapter'가 발매됐다. 이 앨범은 빌보드 200에서 3위로 데뷔했고, 첫주에만 48만 장이 팔렸다. 또한 오스트레일리아에서 43위로 데뷔했다.
이 앨범은 그가 사망 전까지 녹음한 곡을 리마스터링하고 리믹스해서 만든 앨범이며, 디디가 주요 프로듀서였다. 앨범에는 에미넴, 디디, 트위스타, 오비 트라이스, 팻 조, 빅펀, 스눕 독, 주엘즈 산타나, Freeway, 더 게임, 넬리, 메리 제이 블라이즈, 나스, 투팍, 짐 존스, 릴 웨인, 맙딥, 에이콘, 알 켈리, T.I, 밥 말리, 자 룰, 네이트 독, 패볼러스 등이 참여했다.
싱글이었던 'Nasty Girl'은 영국 차트에서 1위를 했고, 넬리의 앨범에도 수록됐다.
2007년 그의 베스트앨범이 발매됐다. 이 앨범 역시 빌보드 힙합/알엔비, 앨범, 전체 차트에서 1위를 했다.

## 영화
- 2009년 그의 랩인생을 다룬 영화인 'Notorious'가 개봉됐다. 그의 첫배역은 비니 시겔로 정해졌지만, 탈락됐고, 이어 션 킹스턴 또한 후보가 되었지만 탈락됐다. 결국 신인인 'Jamal "Gravy" Woolard'를 비기역할로 정해졌다.
- 2021년 넷플릭스에 다큐멘터리 영화 비기 - 할 말이 있어가 공개되었다.

## 랩스킬
롤링스톤지는 그의 대부분의 랩 톤을 "두껍고, 스타일리쉬한 투덜거림"(Thick, jaunty grumble) 이라고 묘사했고 이런 스타일은 Life After Death에서 더욱 깊어졌다. 그는 자주 퍼프 대디(Puff Daddy)의 애드립과 함께 녹음했다. 올뮤직은 Wallace의 스타일을 "느리고 간단한 플로우에 여러 라임들을 다른 라임위에 연속적으로 얹는 재능을 가졌다" 라고 묘사했다. 타임지는 그의 능력을 "여러 다음절 라임들을 부드럽게 소리나게 만드는"(make multi-syllabic rhymes sound... smooth) 이라고 표현했다. 반면 Krims는 Wallace의 스타일을 "폭발적인"(effusive) 이라 했다. Wallace는 벌스를 시작하기 전에 "uhh" 같은 의미없는 추임새를 넣곤 했다. 그는 또한 그의 스타일을 필요에 따라 바꾸기도 했다. "Player Hater"에서 그는 느린 가성으로 노래했고, 본 석스-엔-하모니(Bones Thugs-n-Harmony)와 함께한 "Notorious Thug"에서는 그들의 빠른 플로우에 맞추기 위해 자신의 스타일을 빠르게 변형시켰다. 그는 프리스타일로 음반작업을 하는데, 이 특별한 방법을 그는 제일 친했던 친구 제이Z에게 가르쳐줬으며, 제이Z도 마찬가지로 프리스타일랩 작업을 한다.